# Уюань (станція)
Уюань (кит. 五原站, пін. Wǔyuán Zhàn) — залізнична станція в КНР, розміщена на Баотоу-Ланьчжоуській залізниці між станціями Сісяочжао та Сифеньтань.
Розташована в селищі Таохай повіту Уюань міського округу Баяннур (автономний район Внутрішня Монголія).